# WhatsApp

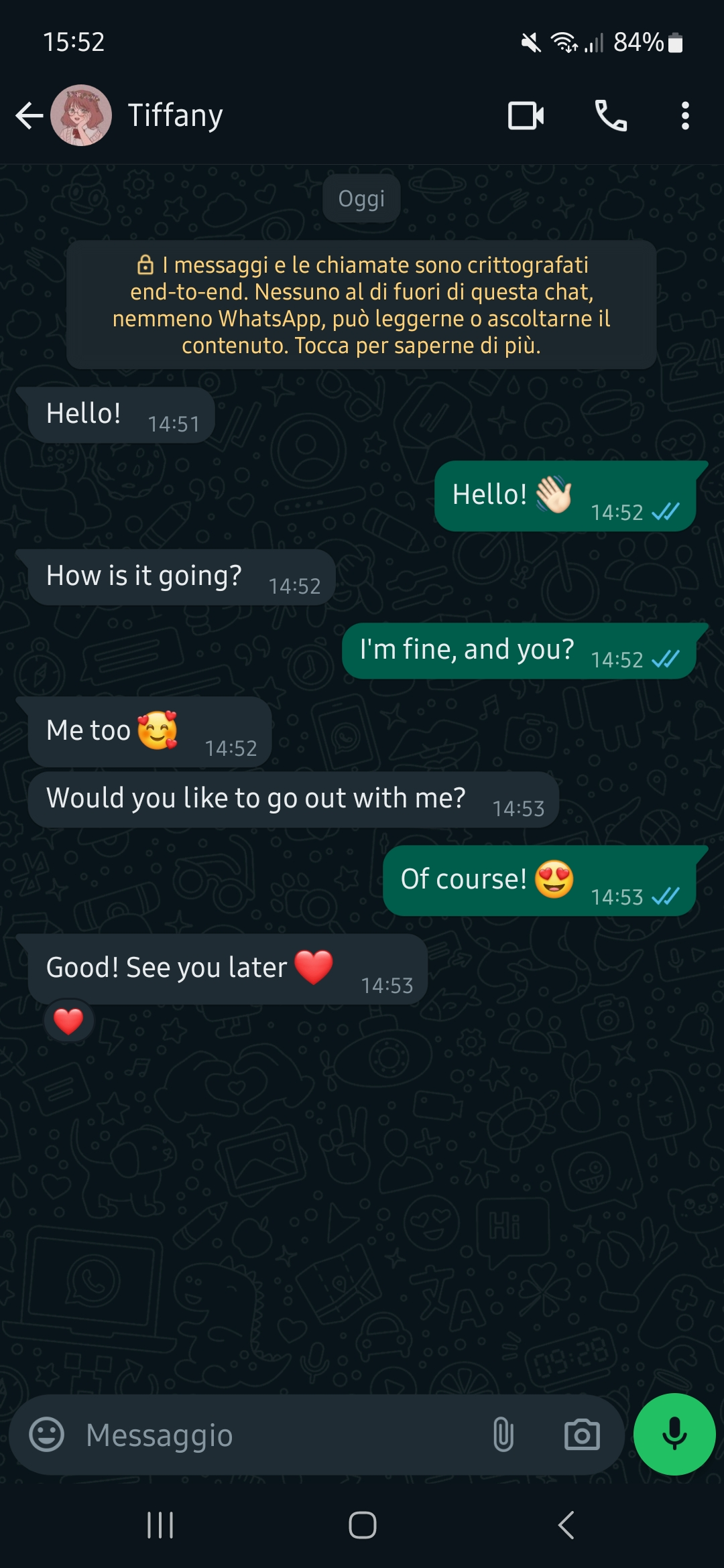
Messaggistica WhatsApp (versione 2.24.8.85), per Android 14, con la modalità scura attiva.

WhatsApp (formalmente WhatsApp Messenger) è un'applicazione statunitense non libera di tipo messaggistica centralizzata, creata nel 2009 da WhatsApp, Inc. e facente parte del gruppo Meta dal 19 febbraio 2014. La società in precedenza si trovava a Mountain View in California, attualmente ha sede in Menlo Park (in California), mentre la sede di riferimento per l'Europa è a Dublino, in Irlanda, sotto la denominazione di WhatsApp Ireland Limited.
Originariamente l'app era stata ideata per dispositivi mobili, ma è stata sviluppata anche una versione per computer desktop, per la quale è necessario collegare il proprio numero telefonico di cellulare standard.
Gli utenti possono scambiare messaggi di testo, immagini, video e file audio, informazioni sulla posizione, documenti e informazioni di contatto tra due persone o in gruppi, nonché effettuare chiamate audio e video sia singole che di gruppo. Dapprima si poteva comunicare solo tra singole persone o in gruppi di singoli, ma a settembre 2017 la società ha annunciato una piattaforma commerciale che avrebbe consentito alle aziende di fornire un servizio clienti agli utilizzatori su larga scala.

## Storia

### La creazione e il successo
L'applicazione è stata creata nel 2009 da Jan Koum di Kiev e da Brian Acton, due ex impiegati della società informatica Yahoo! che, nel settembre 2007, si sono recati in Sud America per prendersi una pausa. Poi hanno fatto domanda per lavorare con Facebook, ma sono stati respinti. Negli anni seguenti Koum ha vissuto con i suoi 400 000$ di risparmi da Yahoo!
- Nel gennaio 2009, dopo aver acquistato un iPhone ed essersi reso conto delle potenzialità del settore delle app su App Store, Koum ha incontrato il suo amico Alex Fishman a West San Jose, dove i due hanno deciso "... di avere uno status accanto ai singoli nomi delle persone". Serviva uno sviluppatore di iPhone, e Fishman ha trovato su RentACoder.com uno sviluppatore russo, Igor Solomennikov. Il nome "WhatsApp", dato all'applicazione da Koum, deriva dall'unione dell'espressione inglese What's up? (Come va?) e App, ovvero applicazione[6]. Inizialmente è stata sviluppata per iOS, per poi essere diffusa su tutti i principali sistemi operativi per smartphone.
- Il 24 febbraio 2009 è stata fondata WhatsApp Inc., in California. Tuttavia, poiché le prime versioni di WhatsApp si bloccavano spesso, Koum voleva arrendersi e cercare un nuovo lavoro, ma Acton lo ha incoraggiato ad aspettare "qualche altro mese".
- Nel giugno 2009 Apple ha lanciato le notifiche push, consentendo agli utenti di eseguire il ping quando non stavano utilizzando un'app. Koum ha arricchito WhatsApp con la notifica della modifica dello stato di un utente a tutti gli utenti della sua rete. Il rilascio di WhatsApp 2.0 con un componente di messaggistica ha fatto aumentare improvvisamente il numero di utenti attivi a 250 000. Acton, che gestiva un'altra startup, ha deciso di unirsi alla compagnia.
- Nell'ottobre 2009 Acton ha convinto cinque ex amici di Yahoo! a investire 250 000 dollari in finanziamenti iniziali, e il 1º novembre è diventato ufficialmente un cofondatore
- Dopo diversi mesi di fase beta, l'applicazione è stata lanciata a novembre 2009 esclusivamente su App Store per iPhone. Koum assunse un amico di Los Angeles, Chris Peiffer, per sviluppare la versione BlackBerry, che arrivò due mesi dopo.
- WhatsApp è passata da un servizio gratuito a uno a pagamento per evitare una crescita troppo veloce, principalmente perché il costo principale era l'invio di testi di verifica agli utenti.
- Nel dicembre 2009 a WhatsApp per iPhone è stata aggiunta la possibilità di inviare foto. All'inizio del 2011 WhatsApp era una delle prime venti applicazioni nell'App Store di Apple negli Stati Uniti.
- Nell'aprile 2011, dopo mesi di trattative con Jim Goetz, socio di Sequoia Capital, Sequoia ha acquisito per circa 8 milioni di dollari oltre il 15% della società.
- A febbraio 2013 WhatsApp contava circa 200 milioni di utenti attivi e 50 membri dello staff. Dopo l'investimento di altri 50 milioni di dollari da parte di Sequoia, WhatsApp è stato valutato in 1,5 miliardi di dollari.
- In un post sul blog di dicembre 2013 WhatsApp ha affermato che 400 milioni di utenti attivi utilizzavano il servizio ogni mese.

### L'acquisto da parte di Facebook
- Il 19 febbraio 2014, mesi dopo un finanziamento di capitale di rischio intorno a $ 1,5 miliardi di valutazione, Facebook ha annunciato che stava acquistando WhatsApp, assicurando però l'assenza di pubblicità nel software[7], per 19,3 miliardi di dollari statunitensi, la sua più grande acquisizione fino a oggi. All'epoca, l'acquisizione era il più grande acquisto di una società sostenuta dall'avventura nella storia.[non chiaro] Sequoia Capital ha ricevuto un ritorno approssimativo di 50 volte sul suo investimento iniziale. Facebook, che è stato consigliato da Allen & Co, ha pagato 4 miliardi di dollari in contanti, 12 miliardi di dollari in azioni Facebook e (consigliati da Morgan Stanley) altri 3 miliardi di dollari in quote limitate concesse ai fondatori di WhatsApp, Koum e Acton. Lo stock di dipendenti è stato programmato per vestire oltre quattro anni dopo la chiusura. Giorni dopo l'annuncio, gli utenti di WhatsApp hanno subito una perdita di servizio, portando alla rabbia tra i social media.
- L'acquisizione ha causato il trasferimento di un numero considerevole di utenti o l'esecuzione di altri servizi di messaggistica. Telegram ha affermato di aver visto 8 milioni di download aggiuntivi della sua app. Line ha affermato di aver visto 2 milioni di nuovi utenti per il suo servizio.
- In occasione di una presentazione programmatica al Mobile World Congress di Barcellona nel febbraio 2014, il CEO di Facebook, Mark Zuckerberg ha dichiarato che l'acquisizione di WhatsApp da parte di Facebook era strettamente legata alla visione di Internet.org. Secondo un articolo di TechCrunch, la visione di Zuckerberg per Internet.org era la seguente:

- Appena tre giorni dopo aver annunciato che WhatsApp è stato acquistato da Facebook, Koum ha detto che stavano lavorando per introdurre chiamate vocali nei prossimi mesi. Ha anche anticipato che i nuovi telefoni cellulari sarebbero stati venduti in Germania con il marchio WhatsApp, in quanto il loro obiettivo principale era essere su tutti gli smartphone.
- Nell'agosto 2014, WhatsApp è stata l'app di messaggistica più diffusa a livello globale, con oltre 600 milioni di utenti attivi.
- Il 21 gennaio 2015 è stato introdotto il programma WhatsApp Web che permette di usare WhatsApp da computer.
- All'inizio di gennaio 2015, WhatsApp contava 700 milioni di utenti attivi mensilmente con oltre 30 miliardi di messaggi inviati ogni giorno.
- Nell'aprile 2015, Forbes ha previsto che tra il 2012 e il 2018 il settore delle telecomunicazioni perderà un totale complessivo di $ 386 miliardi a causa di servizi OTT come WhatsApp e Skype. Quel mese, WhatsApp aveva oltre 800 milioni di utenti attivi.
- A settembre 2015, la base di utenti era cresciuta fino a 900 milioni e a febbraio 2016 era cresciuto fino a un miliardo.
- A partire dal 30 novembre 2015, il client Android per WhatsApp ha iniziato a bloccare la copia e l'apertura di URL verso un'altra app di messaggistica chiamata Telegram. Come confermato dall'analisi del codice sorgente, si tratta di una limitazione intenzionale e non di un bug. La pratica, secondo molti una misura anticoncorrenziale, non è stata commentata da WhatsApp.
- In risposta all'acquisizione di Facebook nel 2014, l'editorialista di Slate Matthew Yglesias ha messo in dubbio che il modello di business della società che addebita agli utenti $ 1 all'anno fosse redditizio negli Stati Uniti a lungo termine. Aveva prosperato sfruttando una "scappatoia" nei prezzi delle compagnie di telefonia mobile. "Gli operatori di telefonia mobile non vendono realmente ai consumatori alcun servizio vocale, alcuni servizi dati e alcuni servizi SMS", ha spiegato. "Stanno vendendo l'accesso alla rete: i diversi schemi di prezzo che escono sono solo modi diversi di cercare di massimizzare il valore che estraggono dai consumatori". Come parte di ciò, i gestori vendevano gli SMS separatamente. Ciò ha reso facile per WhatsApp trovare un modo per replicare gli SMS utilizzando i dati, per poi venderli a clienti mobili per $ 1 all'anno. "Ma se WhatsApp diventerà abbastanza grande, la strategia dell'operatore cambierà", ha predetto. "Smetti di vendere piani separati per gli SMS e prendi semplicemente un pacchetto completo take-it-or-leave-it e poi improvvisamente WhatsApp non sta facendo nulla". La situazione potrebbe essere stata diversa in paesi diversi dagli Stati Uniti.

### La versione per computer desktop
Nel gennaio del 2015, un nuovo aggiornamento permette di usare l'app al PC tramite un client su Google Chrome (iOS e iPhone furono esclusi in questo aggiornamento e furono successivamente aggiunti nel corso dei mesi). Dal 21 dello stesso mese è stata creata la versione WhatsApp Web, che permette l'utilizzo dell'applicazione anche su desktop attraverso l'utilizzo di browser quali Chrome, Firefox, Opera e Safari. Successivamente, il servizio viene esteso anche al nuovo browser Microsoft Edge, rilasciato nel luglio 2016. È possibile collegarsi al proprio profilo utente inquadrando un codice QR, potendo così utilizzare le normali funzionalità di messaggistica.
Il 10 maggio 2016 è stata pubblicata l'applicazione WhatsApp Desktop, che permette l'utilizzo dell'applicazione sul desktop senza web browser; la nuova applicazione è disponibile per Windows (versione 8 o successiva) e macOS (a partire dalla versione 10.9 o successiva). Da gennaio 2022 è possibile utilizzare WhatsApp su 4 PC o Mac offline, senza avere il collegamento con lo smartphone. Da luglio 2023 è stato introdotto il supporto all'invio di videomessaggi della durata massima di 60 secondi, crittografati end-to-end.

## Caratteristiche
Oltre allo scambio di messaggi testuali è possibile inviare immagini, video, audio, documenti, (con limiti alle dimensioni per la tipologia)la propria posizione geografica e fare chiamate e videochiamate VoIP (fino a otto interlocutori contemporaneamente) con chiunque abbia uno smartphone dotato di connessione a Internet e abbia installato l'applicazione.
- Fino al 17 gennaio 2016 l'applicazione prevedeva (dal momento dell'attivazione) un periodo di prova di 1 anno e successivamente il pagamento di un abbonamento[12], in particolare un canone annuale di 0,89 € per Android, BlackBerry o Windows Phone.
- È stata successivamente introdotta la possibilità di abbonarsi per 3 anni al prezzo di 2,40 € o per 5 anni al prezzo di 3,34 € e la possibilità di pagare per un amico. Il servizio viene attivato sul numero dell'utente, che potrà liberamente cambiare cellulare, reinstallare o aggiornare il software, purché il numero telefonico rimanga invariato. Per la piattaforma iOS era invece richiesto un canone pari a € 1 una tantum, al primo download. Questa politica ha suscitato accese proteste soprattutto da parte di utenti non Apple.
- Il 18 gennaio 2016, il cofondatore di WhatsApp, Jan Koum, ha annunciato che il servizio non addebiterà più ai propri utenti una quota annuale di 1 € nel tentativo di rimuovere una barriera incontrata da alcuni utenti che non dispongono di una carta di credito per pagare il servizio[13]. Ha anche spiegato che l'app non mostrerà pubblicità di terze parti e invece porterebbe nuove funzionalità come la capacità di comunicare con le organizzazioni aziendali.
- Dal 5 aprile 2016 per tutti gli utenti che possiedono la versione più recente dell'applicazione, viene implementata la sicurezza end-to-end.[14] Questa speciale crittografia permette solo all'utente mittente e all'utente destinatario interessati di possedere i permessi per leggere e agire sui messaggi della conversazione in comune. Nello specifico, questa procedura permette di avere delle conversazioni sicure al punto tale da renderne molto più difficile l'intercettazione. Neppure WhatsApp stesso ha i permessi per agire sui messaggi di testo, vocali o di qualsiasi tipo[15].
- Nel giugno 2016 oltre 100 milioni di chiamate vocali vengono effettuate ogni giorno su WhatsApp secondo un post sul blog dell'azienda.
- Il 10 novembre 2016, WhatsApp ha lanciato una funzione di verifica in due passaggi in versione beta per gli utenti Android. Dopo aver abilitato questa funzione, gli utenti possono aggiungere il loro indirizzo e-mail per ulteriore protezione. Sempre a novembre 2016, Facebook ha smesso di raccogliere i dati di WhatsApp per la pubblicità in Europa.
- Il 14 novembre 2016 sono state introdotte le videochiamate tra singoli utenti.[16].
- Dal 21 febbraio 2017 (l'ottavo compleanno di WhatsApp) è stata introdotta la funzione Stato. Essa permette di caricare una foto o un video che rimarrà visibile a tutti i contatti per un lasso di tempo di 24 ore. La funzione è simile a quelle già presenti su Snapchat, Instagram e Facebook[17].
- Il 18 maggio 2017 è stato riferito che la Commissione europea ha multato Facebook 110 milioni di euro per averla "ingannata" durante l'acquisizione di WhatsApp nel 2014. La Commissione ha affermato che nel 2014, quando Facebook ha acquisito l'app di messaggistica, "ha affermato falsamente che era tecnicamente impossibile combinare automaticamente le informazioni utente da Facebook e WhatsApp". Tuttavia, nell'estate del 2016, WhatsApp ha iniziato a condividere le informazioni degli utenti con la società madre, consentendo l'utilizzo di informazioni come i numeri di telefono per pubblicità Facebook mirate. Facebook ha riconosciuto la violazione, ma ha affermato che gli errori nei documenti del 2014 non erano "intenzionali".
- Nel settembre 2017 il cofondatore di WhatsApp, Brian Acton, ha lasciato l'azienda per avviare una organizzazione no-profit, che in seguito è stata rivelata essere la Signal Foundation. WhatsApp ha anche annunciato una prossima piattaforma di business che consentirà alle aziende di fornire un servizio clienti agli utenti su larga scala. Le compagnie aeree KLM e Aeroméxico hanno entrambe annunciato la loro partecipazione ai test. Entrambe le compagnie aeree avevano precedentemente lanciato servizi per i clienti sulla piattaforma di Facebook Messenger.
- Da ottobre 2017 è possibile, dopo aver inviato un messaggio WhatsApp, eliminarlo per tutti i destinatari, a cui verrà comunque segnata nella chat la presenza di un messaggio eliminato; inizialmente la rimozione di un messaggio era possibile entro 7 minuti dall'invio, successivamente questa possibilità è stata allargata a un limite di 68 minuti.
- Nel gennaio 2018 WhatsApp ha lanciato WhatsApp Business per le piccole imprese.
- Da febbraio 2018 sono state introdotte le descrizioni dei gruppi, ovvero la possibilità di descrivere in poche righe le funzioni di un gruppo. Essa si può modificare cliccando nelle info del gruppo, sotto l'immagine e il titolo del gruppo. Quando un utente modificherà la descrizione di un gruppo, l'evento verrà notificato ai partecipanti di esso.
- Nell'aprile 2018 il cofondatore e CEO di WhatsApp, Jan Koum, ha annunciato che lascerà la società. Facebook annunciò in seguito che il sostituto di Koum come CEO di WhatsApp sarebbe stato Chris Daniels.
- Nel settembre 2018 WhatsApp ha introdotto la funzionalità di chiamata audio e videochiamata di gruppo, fino a un massimo di 4 utenti.
- In ottobre l'opzione "Scorri per la risposta" è stata resa disponibile per la versione beta di Android, 16 mesi dopo che è stata introdotta per iOS.
- Il 21 gennaio 2020 viene rilasciato un aggiornamento della versione beta che consente di attivare la modalità scura dell'interfaccia, tramite un pulsante dedicato all'interno delle impostazioni.
- In Brasile da giugno 2020 è stata introdotta la possibilità di scambiare somme di denaro con i propri contatti direttamente dalla chat dell'applicazione[18].
- Gli aggiornamenti di WhatsApp non si fermano e sarebbero in cantiere nuove funzioni. In particolare, si prevede che gli amministratori dei gruppi avranno in futuro più poteri; adesso possono infatti cancellare i messaggi per l'intero gruppo e al posto di questi compare la scritta "This was removed by an admin" (Rimosso da un amministratore). Il nome dell'amministratore potrebbe anche essere presente.[19]
- Si ha la possibilità di mettere in pausa un messaggio vocale per ascoltarlo e inviarlo solo dopo. È possibile ascoltare i messaggi anche al di fuori della chat, grazie a un player apposito nell'interfaccia utente.[20]
- Sono state introdotte le reazioni nei gruppi (emoticon che possono essere associate ai singoli messaggi).
- Nel dicembre 2022 WhatsApp ha introdotto la funzionalità WhatsApp Community che facilita la gestione dei gruppi.[21]
- A Settembre 2023 WhatsApp ha lanciato la funzionalità dei Canali. A differenza delle community, che rappresentano gruppi di utenti che condividono un argomento comune, i canali consentono di ottenere informazioni, notizie e aggiornamenti da persone e da organizzazioni direttamente all'interno dell'applicazione di WhatsApp in modo privato senza la condivisione dei propri dati personali.[22]
- WhatsApp supporta il riconoscimento vocale tramite l'icona del microfono della tastiera Gboard.
- Si possono impostare per i messaggi vocali e le foto la modalità di una sola visualizzazione, che impedisce di ascoltare/visualizzare i messaggi più di una volta
- C'è la possibilità di mandare messaggi broadcast, messaggi che uno invia contemporaneamente a diverse persone nella loro chat con il mittente privata
- .[23][24]
- Il 9 marzo 2024, dopo tanto tempo dall'inizio del lavoro in fase beta, è stata rilasciata la nuova interfaccia[25]. Questa nuova interfaccia si distacca dalla vecchia per alcune differenze significative, conferendo a WhatsApp un look decisamente più moderno, nonché decisamente più vicino a quelli che sono i canoni del Material You di Google[25]. L’aggiornamento che introduce tale rinnovo grafico è la versione 2.24.5.74[25]. Le differenze grafiche tra la vecchia e la nuova interfaccia, si concentrano nella sezione principale; nella vecchia interfaccia, le sezioni Community, Chat, Aggiornamenti e Chiamate, erano post in alto; mentre con la nuova interfaccia, queste sezioni sono state spostate in basso, cambiando l'ordine in Chat, Aggiornamenti, Community e Chiamate, rispettivamente[25]. Inizialmente, con la nuova interfaccia, non era più possibile eseguire lo swipe laterale fra una sezione e l'altra; tuttavia, questa funzione è stata reintrodotta.
- Dopo il restyling grafico dell'app, sono state apportate delle modifiche ai colori; a differenza di prima, il tema chiaro rende la schermata principale completamente bianca, eliminando il banner di colore verde, precedentemente posto sulla parte superiore[26]. La stessa cosa accade con il tema scuro; la schermata principale dell'app è completamente di colore nero. Inoltre, quando il tema scuro è attivo e ci si trova su una sezione, come ad esempio la sezione Chat, il colore evidenziato non è più il grigio, bensì il verde[26]. Infine, il tradizionale verde è stato sostituito da una tonalità più chiara[26]. In futuro sarà anche possibile personalizzare tali colori[27]. Oltre a queste ultime novità, sono stati introdotti dei filtri per le chat, nonché per i messaggi in arrivo; essi consentono agli utenti di trovare i messaggi individuali e di gruppo in modo più semplice e rapido rispetto al passato[28]. I filtri disponibili sono di tre tipi, e si trovano posizionati nella parte superiore dello schermo: Tutte: di default è quella attivata; Non lette: filtra esclusivamente le chat che non sono ancora state aperte e lette; Gruppi: all'interno di questo filtro, confluiscono tutte le chat di gruppo, cosicché possano essere visualizzate separatamente dalle altre, qualora l'utente lo desideri[28]. In quest'ultima sezione, inoltre, sono presenti anche i sottogruppi delle community[28].
- Nel 2024, a partire dalla versione 2.24.9.19, è stata inoltre introdotta una nuova funzione per trasferire le conversazioni (chat) da uno smartphone ad un altro tramite l'utilizzo di un codice QR da scansionare mediante fotocamera del dispositivo, purché ambedue connessi ad una stessa rete WiFi.[29]

## Piattaforme SMB ed Enterprise

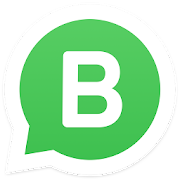
WhatsApp Business

Fino al 2017, WhatsApp si è posizionata come soluzione per un singolo interlocutore con un singolo smartphone per comunicare con un altro di tali parti, consentendo alle piccole imprese di utilizzare la piattaforma per comunicare con i clienti, ma non su larga scala (ad esempio in un ambiente di contact center). Tuttavia, a settembre 2017, WhatsApp ha annunciato quello che si diceva da tempo, che stanno costruendo e testando nuovi strumenti per le aziende che usano WhatsApp:
- un'app gratuita WhatsApp Business per piccole aziende;
- una soluzione aziendale per grandi aziende che operano su larga scala con una base globale di clienti, come compagnie aeree, rivenditori di e-commerce e banche, che per la prima volta possono offrire servizio clienti e commercio colloquiale (commercio elettronico tramite chat WhatsApp mediante agenti live o chatbot). Si noti che alcune aziende, come Meteordesk, già nel 2015 avevano fornito soluzioni non ufficiali alle aziende per la comunicazione ad un numero elevato di utenti: queste impostazioni tuttavia sono state disattivate da WhatsApp.

## Il rapporto con la privacy
Un problema noto per quanto riguarda la privacy è dato dal fatto che WhatsApp richieda ai propri utenti l'invio dell'intera rubrica ai server dell'applicazione, in modo da poter connettere fra loro i contatti facenti uso dell'applicazione. Questo metodo è molto veloce e utile per sapere chi fra i propri contatti fa uso di questa applicazione, ma allo stesso tempo fornisce una copia dei propri dati replicati sui server della società, anche di coloro che non fanno uso di essa. Le informazioni relative ai numeri telefonici sono memorizzate mediante hash e non forniscono altre informazioni che possano identificare l'utente, come ad esempio nome e cognome.
Il 31 marzo 2013 l'autorità per le telecomunicazioni in Arabia Saudita, la Communications and Information Technology Commission (CITC), ha rilasciato una dichiarazione in merito a possibili misure restrittive contro WhatsApp, oltre che ad altre applicazioni quali Skype e Viber, invitando i fornitori di tali servizi ad adeguarsi alle normative del loro paese, relative al monitoraggio e alla privacy dell'utente.
L'8 novembre 2014 la casa Open Whisper Systems, che ha realizzato il programma gratuito TextSecure, ha annunciato una collaborazione con WhatsApp per implementare il protocollo di cifratura usato in TextSecure dentro la chat, successivamente noto come Protocollo Signal, così i messaggi sono inviati in modo criptato end-to-end (fino al destinatario). TextSecure è interamente a sorgente aperto, così come XMMP, mentre WhatsApp è a sorgente chiuso (inclusa la versione modificata di XMPP e il protocollo di cifratura).
Il 6 aprile 2016 ha applicato alla propria applicazione di messaggistica la crittografia end-to-end col server (ciò vuol dire che il server è in grado di cambiare il codice di sicurezza senza dare avvisi agli utenti), riuscendo così a leggere i messaggi della chat. Inizialmente presentata come una backdoor dal The Guardian, gli esperti in crittografia hanno qualificato la scoperta fatta nel gennaio 2017 dal ricercatore di sicurezza Tobias Boelter dell'università della California come una pratica scorretta oppure una vulnerabilità. WhatsApp può intercettare e leggere i messaggi inviati forzando la generazione di nuove chiavi private di un contatto non in linea all'insaputa dell'utente. I messaggi vengono crittografati con la nuova chiave e quelli che non sono stati consegnati vengono rinviati. Il mittente viene avvisato di questo cambiamento solo se ha attivato le notifiche di sicurezza e dopo che i messaggi siano stati rinviati. Il fatto di crittografare una seconda volta i messaggi permette a WhatsApp di intercettarli. Se un'agenzia governativa fa una richiesta di accesso ai messaggi, WhatsApp può accettare a causa della modifica della chiave. Tobias Boelter ha segnalato la vulnerabilità a Facebook nel mese di aprile 2016. La società ha risposto che era a conoscenza e che è un "comportamento previsto". Il protocollo di cifratura è lo stesso di quello dell'applicazione Signal, ma quest'ultima non soffre di questa vulnerabilità. Facebook avrebbe preferito la semplicità di utilizzo evitando che i messaggi vengano persi durante il trasporto.
A dicembre 2018 il governo australiano dispone della maggioranza dei voti necessaria per l'approvazione di un disegno di una legge che obbliga i produttori di software ad abilitare Agenzie di Sicurezza e Forze di Polizia all'accesso alle comunicazioni elettroniche "cifrate in modalità end-to-end" per fini di contrasto al terrorismo, al traffico di droga, alla pedopornografia infantile.
A gennaio 2019 l'aggiornamento 2.19.3 aggiunge la protezione biometrica all'applicazione: l'utente può così decidere se attivare lo strumento per accedere a WhatsApp attraverso impronta digitale sui dispositivi Android o attraverso Touch ID e Face ID sugli smartphone Apple.

## Accoglienza e critica

### Bufale e notizie false

#### Omicidi di massa in India
Nel luglio 2018 WhatsApp ha preso provvedimenti per incoraggiare le persone a segnalare messaggi fraudolenti o violenti dopo un'ondata di omicidi compiuti su persone che sono state falsamente accusate (tramite messaggi di WhatsApp) di voler rapire bambini.

#### Elezioni in Brasile del 2018
In un'indagine sull'uso dei social media in politica, è stato rilevato che WhatsApp è stato oggetto di abusi per la diffusione di notizie false nelle elezioni presidenziali del 2018 in Brasile. Inoltre, è stato segnalato un investimento di 3 milioni di dollari in contributi illegali off-the-book relativi a questa pratica. Ricercatori e giornalisti hanno invitato la società madre di WhatsApp, Facebook, ad adottare misure simili a quelle adottate in India e limitare la diffusione di bufale e notizie false.

### Sicurezza e privacy

#### Presunta vulnerabilità della crittografia
Il 13 gennaio 2017 The Guardian ha riferito che il ricercatore della sicurezza Tobias Boelter aveva scoperto che la politica di WhatsApp di forzare una nuova crittografia dei messaggi non recapitati, senza informare il destinatario, costituiva una grave scappatoia per cui WhatsApp poteva rivelare, o essere costretto a rivelare, il contenuto di questi messaggi. Funzionari di WhatsApp e Open Whisper Systems si sono detti in disaccordo con questa valutazione. Un articolo di follow-up dello stesso Boelter spiega in maggiore dettaglio ciò che considera la vulnerabilità specifica. Nel giugno 2017 The Guardian Il redattore dei lettori Paul Chadwick ha scritto: "Il Guardian ha sbagliato a riferire in gennaio che il popolare servizio di messaggistica di WhatsApp aveva un difetto di sicurezza così grave da costituire un'enorme minaccia per la libertà di parola".
Chadwick ha anche osservato che, a partire dall'articolo di Guardian, WhatsApp è stato "meglio protetto dall'introduzione della verifica opzionale a due passaggi a febbraio".
Nel 2018 è stato riferito che circa 500.000 impiegati del NHS hanno utilizzato WhatsApp e altri sistemi di messaggistica istantanea sul lavoro e circa 29.000 hanno dovuto affrontare azioni disciplinari per farlo. Il personale clinico in prima linea ha segnalato un maggiore utilizzo per soddisfare le esigenze di assistenza, anche se le politiche di fiducia dell'NHS non ne consentono l'uso.

## Controversie giudiziarie
La società è stata protagonista di alcune controversie giudiziarie:
- Il 25 febbraio 2015 il giudice Luiz Moura Correia, del tribunale di Teresina, ha ordinato il blocco di WhatsApp in tutto il territorio brasiliano. La decisione del tribunale è stata confermata dopo che le autorità brasiliane, in seguito a un'indagine iniziata nel 2013, avevano intimato alla società di rimuovere, dai propri server, alcune foto che ritraevano delle "bambine e minorenni esibite sessualmente" e di fornire agli inquirenti le informazioni relative alle persone legate alla vicenda[40]. In seguito, la decisione è stata revocata dal tribunale stesso dopo vari ricorsi che definivano il provvedimento "sproporzionato e troppo punitivo per l'utenza"[40].

- Il 17 dicembre 2015 il giudice Sandra Regina Nostre Marques, del tribunale di San Paolo, ha ordinato alle compagnie telefoniche di tutto il paese di sospendere il servizio per 48 ore. La decisione è stata presa dopo che WhatsApp si era rifiutata di fornire alle autorità l'accesso ai messaggi di un sospettato legato al traffico di stupefacenti. L'invito di fornire i dati era stato notificato per ben due volte, entrambe con risposta negativa da parte della società. Mark Zuckerberg espresse la sua contrarietà alla decisione attraverso un post pubblicato sulla sua pagina Facebook, lanciando gli hashtag #ConnectBrazil e #ConnectTheWorld[41]. La decisione è stata revocata, dopo 14 ore, in seguito alla ricezione di un ricorso da parte della compagnia americana[42].

- Il 26 aprile 2016 il giudice Marcel Montalvão del tribunale di Lagarto, ha diramato a tutte le compagnie telefoniche locali, di rete fissa e mobile, di impedire l'accesso all'applicazione per 72 ore. La motivazione di tale decisione è stata la mancata collaborazione della compagnia nei confronti di un'indagine contro dei trafficanti di droga[43]. Il blocco è durato solo 24 ore[42].

- Il 19 luglio 2016 il tribunale di Rio de Janeiro ha ordinato alle cinque compagnie telefoniche brasiliane MNO (TIM Brasil, Oi, Vivo, Claro e Nextel Brasil) di bloccare i servizi di WhatsApp in tutto il territorio nazionale e di multare con 50.000 reales al giorno (all'incirca 15.624 dollari) tutti coloro che non avrebbero rispettato il provvedimento. Anche in questo caso, il provvedimento era risultato dalla mancata collaborazione del servizio di messaggistica di rivelare i dati di alcuni suoi utilizzatori coinvolti in un’indagine penale. La società si è opposta a tale decisione dichiarandosi impossibilitata a collaborare dal momento che, con l'impiego della crittografia end-to-end, solo gli utenti che hanno effettivamente inviato o ricevuto messaggi possono accedere alle conversazioni. La decisione del tribunale è stata revocata dalla Corte Suprema e il servizio è stato reso nuovamente accessibile agli utilizzatori brasiliani[42][43].

## Divieto di uso nel mondo
WhatsApp (al 2025) è vietato in:
- Bahrain
- Cina
- Corea del Nord
- Egitto
- Iran
- Iraq
- Oman
- Siria
- Qatar (chiamate vocali e videochiamate)
- Emirati Arabi Uniti (chiamate vocali e videochiamate)

## Dati statistici
- Il 12 giugno 2012 la società ha annunciato tramite Twitter di aver superato i 27 miliardi di messaggi giornalieri scambiati[47].
- Nel mese di aprile 2014 WhatsApp ha annunciato di aver raggiunto il mezzo miliardo di utenti[48].
- A partire da ottobre 2014 ha superato i 70 milioni di utenti attivi al mese in India, paese che rappresenta ben il 10% per numero di utenti complessivi e il primo paese per numero di utenti attivi al mese[49][50].
- Il 25 agosto 2014 alle 4:08 del mattino, Jan Koum, il CEO di WhatsApp, ha annunciato su Twitter il superamento della soglia di 600 milioni di utenti attivi mensilmente con un incremento del 20% in appena quattro mesi.
- Il 1º febbraio 2016 è stato annunciato il raggiungimento di 1 miliardo di utenti[51].
- Il 23 giugno 2016 WhatsApp ha annunciato di aver raggiunto il traguardo di 100 milioni di chiamate effettuate ogni giorno ovvero più di 1.100 chiamate al secondo[52].
- Il 26 luglio 2017 è stato annunciato il raggiungimento di 1,3 miliardi di utenti mensili e 1 miliardo di utenti attivi ogni giorno[53].
- A partire da febbraio 2017 WhatsApp contava oltre 1,2 miliardi di utenti a livello globale,[54] raggiungendo 1,5 miliardi di utenti attivi mensilmente entro la fine del 2017.[55]
- Il 1 gennaio 2018 WhatsApp batte il record di 75 miliardi di messaggi scambiati a capodanno[56].
- A febbraio 2018 WhatsApp aveva una base di utenti di oltre un miliardo e mezzo, rendendola l'applicazione di messaggistica più popolare al momento. WhatsApp è cresciuto in diversi paesi, tra cui Brasile, India e vaste aree dell'Europa, tra cui Regno Unito, Francia e Italia.

### Mercati specifici
- L'India è di gran lunga il più grande mercato di WhatsApp in termini di numero totale di utenti. Nel maggio 2014, WhatsApp ha ottenuto 50 milioni di utenti attivi mensili in India, che è anche il suo paese più grande per numero di utenti attivi mensilmente.[57] Quindi 70 milioni nell'ottobre 2014, rendendo gli utenti in India il 10% della base degli utenti totale di WhatsApp.[58] Nel febbraio 2017, WhatsApp ha raggiunto 200 milioni di utenti attivi mensili in India.[59]
- Israele è uno dei mercati più forti di WhatsApp in termini di utilizzo onnipresente. Secondo Globes, già nel 2013 l'applicazione è stata installata sul 92% di tutti gli smartphone, con l'86% degli utenti che ha segnalato l'uso quotidiano.[60] La funzione di chat di gruppo di WhatsApp è utilizzata da molte famiglie israeliane per rimanere in contatto tra loro.[61]

### Concorrenza
WhatsApp è in concorrenza con numerosi servizi di messaggistica: nel 2022 WeChat aveva 1.263 milioni di utenti attivi, Facebook Messenger (anch'esso appartenente al gruppo Meta) 988 milioni, QQ 574 milioni, Snapchat 557 milioni e Telegram 550 milioni, contro i 2 miliardi di utenti attivi su WhatsApp.